# Hiéroglyphe égyptien G44
Pour les articles homonymes, voir Poussin.
Les deux poussins de caille en hiéroglyphes égyptiens, sont classifiés dans la section G « Oiseaux » de la liste de Gardiner ; cet hiéroglyphe y est noté G44.

## Représentation
Il représente deux poussins de caille des blés (Coturnix coturnix) accolés en monogramme. Il est translittéré ww.

## Utilisation
C'est un phonogramme bilitère de valeur ww (voir l'hiéroglyphe G43).